# Saint-Pierre-du-Mont (Calvados)
Saint-Pierre-du-Mont település Franciaországban, Calvados megyében. Lakosainak száma 73 fő (2022. január 1.). Saint-Pierre-du-Mont La Cambe, Cricqueville-en-Bessin, Deux-Jumeaux és Englesqueville-la-Percée községekkel határos.

## Népesség
A település népessége az elmúlt években az alábbi módon változott:
| Lakosok száma | 111  | 78   | 84   | 78   | 76   | 79   | 80   | 79   | 77   | 73   |
|               | 1968 | 1982 | 1990 | 2006 | 2013 | 2015 | 2017 | 2019 | 2020 | 2022 |